# Trichomimastra atriceps
Trichomimastra atriceps es una especie de insecto coleóptero de la familia Chrysomelidae. Fue descrita en 1979 por Lopatin.